# فيتزروي سومرست، البارون رغلان الأول
الفيلد مارشال فيتزروي جيمس هنري سومرست، البارون رغلان الأول (بالإنجليزية: FitzRoy James Henry Somerset, 1st Baron Raglan)‏ ـ (30 سبتمبر 1788 ـ 28 يونيو 1855)، أو كما كان يُعرف قبل سنة 1852 اللورد فيتزروي سومرست (بالإنجليزية: Lord FitzRoy Somerset)‏ هو ضابط جيش بريطاني.
خاض فيتزروي سومرست في مستهل حياته العسكرية ما سمي بحرب شبه الجزيرة وشارك في معارك المئة يوم، ثم عمل سكرتيرًا عسكريًا لدوق ويلنغتون.
خاض رغلان أيضًا معترك السياسة عضوًا في البرلمان عن حزب التوري عن دائرة ترورو، قبل أن يشغل منصب الرئيس العام للعتاد (بالإنجليزية: Master-General of the Ordnance)‏ رفيع المستوى. وفي سنة 1854، عُين قائدًا للقوات البريطانية التي شاركت في حرب القرم، وكان هدفه الرئيسي هو الدفاع عن الآستانة، إلا أنه كُلف بحصار سيفاستوبول. انتصر رغلان في بادئ الأمر في معركة ألما، إلا أن خطأ تسبب في عدم وصول تعليماته بوضوح كافٍ تسبب في هجوم اللواء الخفيف الخاسر في معركة بالاكلافا. ورغم انتصار رغلان لاحقًا في معركة إنكرمان، إلا أن الفشل الذريع كان من نصيب هجوم تدريجي شنه الحلفاء على سيفاستوبول في يونيو 1855. ولم يلبث رغلان أن توفي في أواخر ذلك الشهر من جرّاء مزيج من الزحار والاكتئاب.